# 包新第
包新第（1911年—2000年1月24日），英文名：Sandys Bao，中华民国政治人物，“台糖”重要人物，台湾制糖工业奠基人物之一。又作包新弟，浙江鄞縣人。

## 生平
大清宣統三年（1911年）生于浙江宁波府鄞县。后赴上海学习，畢業於國立交通大學（今上海交通大学）。毕业后，曾赴英國進修實習，主修机电工程。
1937年，抗日戰争爆發。于英国返國服务，赴抗战大后方。歷任湖南省政府技正，湖南衡陽電廠廠長，广西桂林電廠籌備主任。后任职于南京國民政府命脉部门行政院资源委員會，担任技正兼材料處科長等職务。
抗日战争胜利以后，1946年，奉国民政府之命派赴美國，后任国民政府资源委员会驻美代表，代表资源委員會辦理器材購運業務。
1949年，中华民国政府迁台。在美出任行政院駐美國采購服務團要职，担任台灣糖業公司（“臺糖”）組組長。并代表中华民国（台湾）参加國際糖業協定，任常任代表。致力于台灣糖業公司在美国市场的开拓营销，开创台糖销美之肇始。
与船王董浩云知交。退休后移居美国，居住在纽约市郊白石鎮（White Plains），1986年在美国逝世。

## 家庭
娶妻方婉华，安徽桐城人，是清代文学家方苞后人。有女包柏漪（Bette Bao Lord，1938年11月3日－），出生于上海，美籍华人作家、社会活动家，百人会会员。嫁美国人洛德（Lord）。
大女婿温斯顿·洛德（Winston Lord），为美国外交界名人，历任美国对外关系协会主席、驻华大使、助理国务卿。
另有二女包圭漪（Cathy Bao Bean），三女包珊珊（Jean Bao），均为美籍华人作家。